# لوئیس کودینا
لوئیس کودینا (انگلیسی: Lluis Codina؛ زادهٔ ۱۷ فوریهٔ ۱۹۷۳) بازیکن فوتبال اهل اسپانیا است.
از باشگاه‌هایی که در آن بازی کرده‌است می‌توان به باشگاه فوتبال دپورتیوو آلاوس، باشگاه خیمناستیک تاراگونا، باشگاه فوتبال ایبار، و باشگاه فوتبال لگانس اشاره کرد.